# Piriatin
Piriatin o también Pyriatyn (en ucraniano: Пиря́тин) es una ciudad ucraniana situada en el raión de Lubný de la óblast de Poltava.

## Posición geográfica

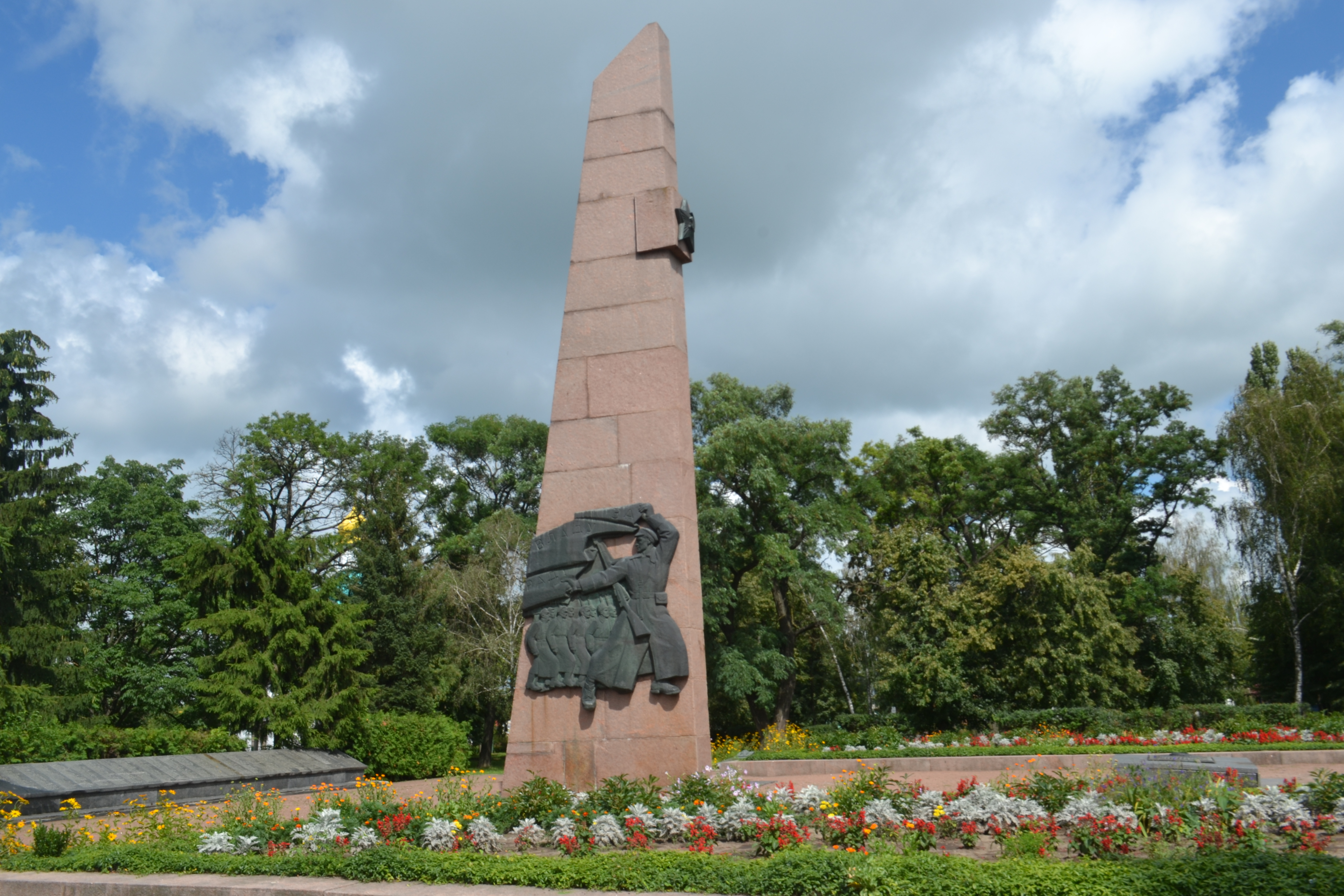
Monumento conmemorativo de la Gloria Eterna en Piryatin

La ciudad de Piriatin se encuentra en la margen derecha del río Udai, río arriba, a una distancia de aproximadadamente un kilómetro, se encuentran los pueblos de Verkhoyarovka, Ivzhenki y Zamostische, río abajo, a una distancia de tres kilómetros, se encuentra el pueblo de Malaya Krucha, en el otro lado está el pueblo de Zarechye. El río en este lugar es serpenteante, formando esteros, meandros y lagunas pantanosas.

## Origen del nombre
Hay varias hipótesis en torno al origen del nombre Piriatin. La más digna de crédito es la versión del filólogo Alexéi Sobolevsky, según la cual proviene de la palabra "Piryat", una versión abreviada del nombre del boyardo de Kiev Pirogost, quien poseía un asentamiento en el área del Piriatin moderno en los siglos XI-XII 

## Historia

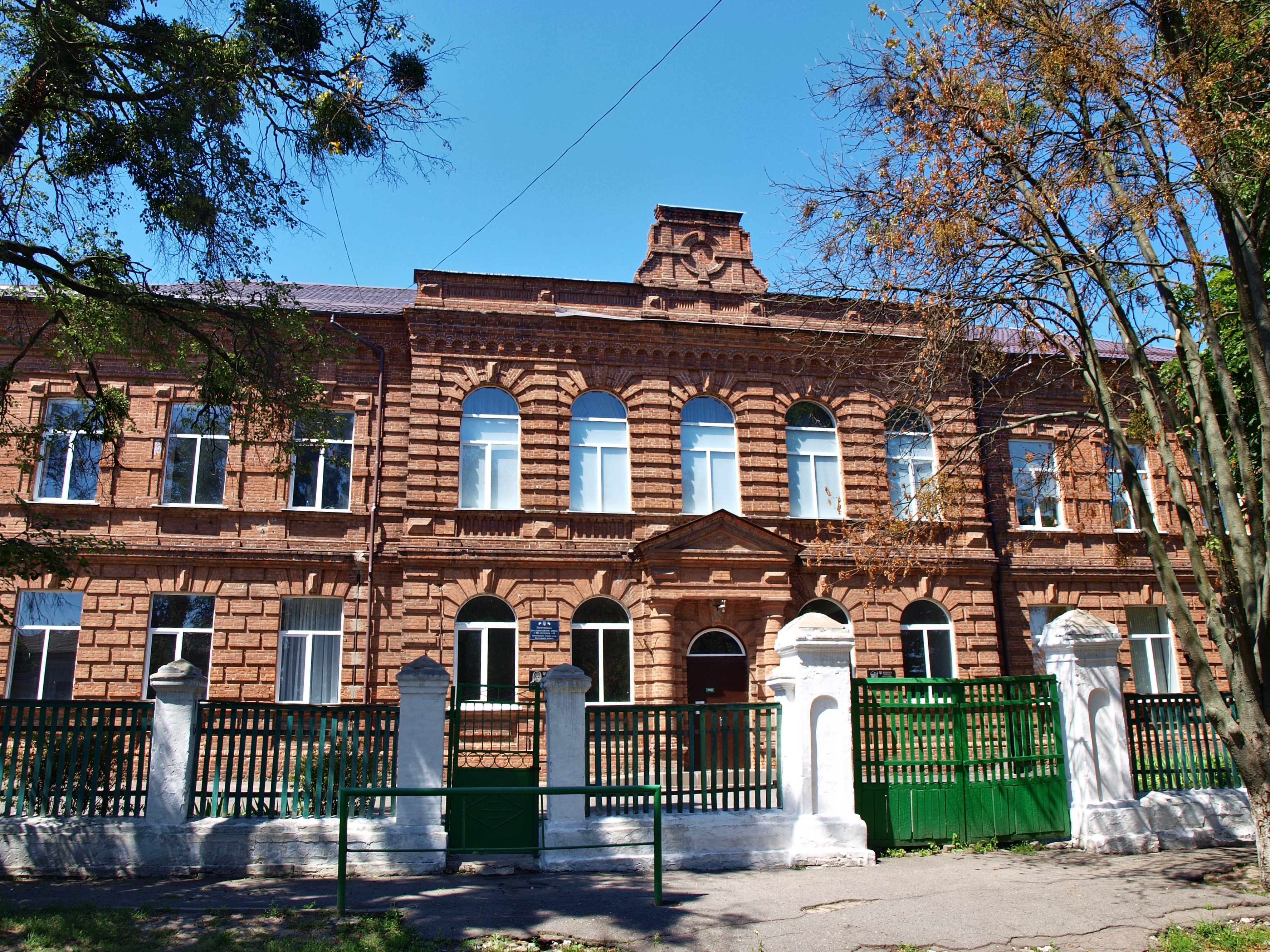
Gymnasium de mujeres

La ciudad de Piriatin data al menos de 1155. Antes de la revolución rusa de 1917, era un centro administrativo y luego se convirtió en un importante nudo ferroviario. Cuenta con una gran variedad de industrias donde se produce bienes tales como muebles, materiales de construcción y alimentos.
A finales de 1941 o principios de 1942, se estableció un gueto custodiado por policías y contaba con más de 1500 judíos a fines de marzo de 1942. Hubo dos ejecuciones importantes de judíos llevadas a cabo por las unidades del SD Sonderkommando Plath, acompañadas por la policía auxiliar ucraniana. El primero tuvo lugar el 6 de abril de 1942, unos 1530 judíos fueron llevados al bosque, a tres kilómetros del pueblo, y asesinados. La segunda ejecución masiva tuvo lugar el 18 de mayo de 1942, cuando varias familias judías fueron asesinadas junto con 380 comunistas y militares soviéticos y 25 familias gitanas.
En 2023, la ciudad tenía una población de 16 650 habitantes. Es sede de un municipio con una población total de unos treinta mil habitantes, que abarca, además de Pyriatyn, 45 pueblos. El municipio fue creado entre 2015 y 2020, al unificarse en un solo ayuntamiento todos los gobiernos locales que hasta entonces formaban el raión de Pyriatyn; al nuevo municipio se añadió también una parte del raión de Chornujy.

## Ciudadanos famosos
- Vasili Grigorovich (1786–1865), crítico de arte e historiador del arte ruso-ucraniano y conocido de Tarás Shevchenko
- Apollón Mokrítsky (1810-1870), pintor ruso-ucraniano
- Ígor Yushkévich (1912-1994), bailarín de ballet soviético-estadounidense